# IK Uppsala Fotboll
IK Uppsala Fotboll er en svensk fodboldforening for kvinder og piger fra Uppsala i Uppsala län, der i 2020 sæsongen spiller i Damallsvenskan, efter at de blev toer i Elitettan.
Klubben blev etableret i 2017, men er en fortsættelse af kvindefodbolden i klubberne Danmarks IF og IK Sirius.

## Historie

### Danmark
Indenfor Danmarks IF har kvinde- og pigefodbold været etableret i lang tid, og i 2006 sæsonen rykkede klubben op i Sveriges næsthøjeste række i kvindefodbold, der dengang kaldtes Norrettan. Debutsæsongen sluttede med en stabil placering i midten, da holdet endte på en syvendplads. Holdet etablerede sig som byens andetbedste hold, næst efter Bälinge IF, der spillede i Damallsvenskan. Da Bälinge nedlagde deres elitehold efter 2008 sæsonen, overtog Danmark positionen som Uppsalas fremste kvindefodboldhold.

### Danmark bliver til Sirius
Danmark havde ikke selv resurserne til at tage næste skridt for at blive et allsvensk hold, ikke mindst indenfor de forestående serieomsturktureringer. Der indledtes i samarbejde for sæsongen 2011 med klubben Sirius. Dette fik dog den konsekvens, at a-holdet tog sig ud af Norrettan (hvor det erstattedes af IFK Gävle) medens udviklingsholdet i 2. division (Danmarks Dam FF) indledte processen til at omstrukturere holdet til at blive en del af IK Sirius FK. Det omstrukturerede hold vandt division 2 östra Svealand overlegent og tog skridtet op til Sveriges næsthøjeste række.
Kvinde- og pigefodbold er stadig blandt aktiviteterne i Danmarks IF, men har ikke nogen forbindelse med den nuværende klub IK Uppsala Fotboll.

### Sirius bliver til Uppsala
Kvinde- og pigefodboldafdelingen af IK Sirius FK oplevede, at den spillede en mindre vigtig rolle i klubben, og på grund af det tog træneren Fredrik Bernhardsso initiativ til at bryde ud af klubben Sirius for at etablere en klub, der havde fuldt fokus på kvinde- og pigefodbold. Den nye klubs navn og farver blev diskuteret i slutningen af 2016, og til sidst blev navnet IK Uppsala Fotboll valgt og klubbens farver blev vindrød og hvid.

#### Serieplaceringar siden 2006
| Sæsong | Serie                     | Placering | Anm.                                       |
| ------ | ------------------------- | --------- | ------------------------------------------ |
| 2006   | Norrettan                 | 7         | som Danmarks IF                            |
| 2007   | Norrettan                 | 3         | som Danmarks IF                            |
| 2008   | Norrettan                 | 5         | som Danmarks IF                            |
| 2009   | Norrettan                 | 3         | som Danmarks IF                            |
| 2010   | Norrettan                 | 5         | som Danmarks IF                            |
| 2011   | Division 2 östra Svealand | 1         | som Danmark-Sirius DFF                     |
| 2012   | Norrettan                 | 2         | som IK Sirius FK, tabte allsvensk kvalspil |
| 2013   | Eliettan                  | 3         | som IK Sirius FK                           |
| 2014   | Elitettan                 | 7         | som IK Sirius FK                           |
| 2015   | Elitettan                 | 6         | som IK Sirius FK                           |
| 2016   | Elitettan                 | 4         | som IK Sirius FK                           |
| 2017   | Elitettan                 | 8         | som IK Uppsala Fotboll                     |
| 2018   | Elitettan                 | 8         | som IK Uppsala Fotboll                     |
| 2019   | Elitettan                 | 2         | som IK Uppsala Fotboll                     |